# 昆仑桥街道
昆仑桥街道，是中华人民共和国湖南省湘潭市湘乡市下辖的一个乡镇级行政单位。

## 行政区划
昆仑桥街道下辖以下地区：
南正街社区、昆仑桥社区、湖铁社区、南津路社区、湘潭碱业社区、二十三冶一公司社区、红星社区、新坳村、江岸村、杨金村、铝南村和五里村。